# Docteur La Peluche
Docteur La Peluche (Doc McStuffins) est une série télévisée d'animation américaine en 136 épisodes de 22 minutes (découpée en 244 segments) produite par Disney Enterprise et Brown Bag Films et diffusée du 23 mars 2012 au 18 avril 2020 sur Disney Channel et Disney Junior.
En France, la série est diffusée sur Disney Junior entre le 29 août 2012 et fin 2020 puis Disney Channel fin 2012-début 2013, et rediffusée anciennement sur France 5 dans Zouzous puis sur France 4 dans la même émission et rediffusée sur M6 dans M6 Kid entre 2013 et 2016, et au Québec à partir de l'automne 2015 sur La Chaîne Disney.
Elle met en scène Dottie, une petite fille de six ans qui soigne ses peluches et ses jouets, suivant l'exemple de sa mère qui est elle-même médecin. La série a été remarquée pour son personnage principal noir, ce qui est rare chez Disney, et pour la profession de sa mère alors que les femmes noires sont sous-représentées chez les médecins des États-Unis.

## Synopsis
Dottie (Doc) est une petite fille de six ans qui soigne et qui prend soin de ses peluches et jouets, tout en suivant l'exemple de sa mère qui est elle-même médecin. Dans certains épisodes, Doc rencontre de nouveaux jouets.

## Fiche technique
- Titre original : Doc McStuffins
- Titre français : Docteur La Peluche
- Création : Chris Nee
- Réalisation : Norton Virgien, Dan Nosella, Saul Blinkoff…
- Scénario : Chris Nee, Kent Redeker, Kerri Grant, Chelsea Beyl, Ed Valentine, Sascha Paladino, Jennifer Hamburg, Noelle Wright, Michael G. Stern, Shea Fontana, Ford Riley, Jeffrey King…
- Direction artistique : Bronagh O'Hanlon
- Animation : Chowdhury Raju (supervision)
- Musique : Stuart Kollmorgen, Mike Himelstein
  - Chansons : Kay Hanley, Michelle Lewis
- Production : Gillian Higgins, Theresa Mayer ; Chris Nee, Darragh O'Connell, Cathal Gaffney (exécutifs)
- Sociétés de production : Brown Bag Films, Disney Enterprises
- Société de distribution : Disney-ABC Domestic Television
- Pays d'origine :  États-Unis
- Langue originale : anglais
- Format : couleur - 16/9 - son stéréo
- Nombre d'épisodes : 125 (5 saisons)
- Durée : 22 minutes
- Dates de première diffusion :
  - États-Unis : 23 mars 2012 (Disney Junior)
  - France : 29 août 2012 (Disney Junior)

## Distribution

### Voix originales

#### Personnages principaux
- Kiara Muhammad (saisons 1-2) puis Laya DeLeon Hayes : Doc McStuffins
- Lara Jill Miller : Lambie (Câline)
- Robbie Rist : Stuffy Philbert (Toufy)
- Jess Harnell : Chilly (Chocotte)
- Loretta Devine : Hattie
- Jaden Betts (saisons 1-2) puis Andre Robinson : Donny McStuffins
- Kimberly Brooks : Dr Maisha McStuffins / Mom (Maman)
- Gary Anthony Williams : Mr Marcus McStuffins / Dad (Papa)

#### Récurrents
Humains
- Alexandra Ryan : Dr Peerless
- Amy Smith puis Caitlin Carmichael : Alma
- Angie Wu : Maddie
- Cherami Leigh : Nia
- China Anne McClain : Tisha McStuffins
- Chris Nee : la mère d'Emmie et Alma
- Curtis Harris : Henry Diloy
- Dawnn Lewis : April McStuffins
- Elan Garfias puis Teo Briones : Carlos Ortiz
- Grace Kaufman : Ramona Marcus
- Gunnar Sizemore : Jacob
- James Buddy Handleson : Luca Stevens
- Jay Gragnani : Will Wright
- Jeffrey Tambor : le père Noël
- Joanne Froggatt : Florence Nightingale
- Julian Zane : Dev
- Karen O' Brien : Maya Alana McStuffins
- Kyla Kennedy : Tamara
- Kylee Anderson : Emmie
- Matthew Wayne : Declan Smith
- Mela Lee : Katherine
- Raven Walker : Sabrina
- Rio Magini : Ian Sheridan
- Robin Roberts : la maman d'Audrey
- Tony Hale : Tobias l'elfe
- Trinitee Stokes : Audrey

Jouets
- Alexandra Ryan : Dolly la princesse
- Amber Hood : Susie Sunshine
- Amy Pemberton : Fiona la poupée de papier
- Amy Sedaris puis Grey Griffin : Dress-Up Daisy
- Angelique Perri : Spritzy Mitzi
- Anthony Anderson : Stanley le lion
- Ari Rubin : Hermie le crabe / Tremaine
- Arturo Del Puerto : Pop Up Paulo la grenouille
- Ashley Edner : Pandora
- Ashley Nicole Selich : Stella
- Audra McDonald : Itty Bitty Bess
- Audrey Wasilewski : Penny Possum l'opossum
- Bernardo De Paula : Saltwater Serge
- Brad Abrell : Mr. Chomp le requin
- Camryn Manheim : Rescue Ronda
- Catherine Cavadini : Dart la licorne
- Chantelle Barry et Scott Whyte : The Twirly Twins (Jaz et Chaz)
- Charlie Schlatter : Niles la grue
- Cherami Leigh : Curly-Q la poupée
- Chris Coppola : Tony le taxi
- Colette Whitaker : Moo Moo la vache
- Colleen O'Shaughnessey : Pickles la lapine
- Cristina Milizia : Lala Koala
- Cristine Lakin : Molly Molly
- Damienne Merlina : Flora la danseuse de flamenco
- Dave B. Mitchell : Boomer, le ballon de foot
- David Boat : Awesome Guy
- David Copperfield : Dmitri le magicien
- David Kaufman : Theodore la tortue
- David Shatraw : Chuck le poulet
- Debi Derryberry : Twiggly l'écureuil
- Dede Drake : Camille la chamelle
- Dee Bradley Baker : Robot Ray / Sebastian le fantôme / Squibbles / Fetchin' Findo
- Deedee Magno Hall : Snuggs
- Dennis Farina : Riggo
- Dharbi Jens puis G. K. Bowes : Melinda la sirène
- Dot Jones : Coach Kay
- Ellen Pompeo : Willow la chatte
- Erin Cottrell : Rockstar Ruby
- Gabourey Sidibe : Hilary la taupe
- Geena Davis : Princess Persephone
- Georgina Cordova : Loud Louie
- Grey DeLisle : Lula le beluga / Gracie le talkie-walkie
- Hynden Walch : Bubble Monkey / Nikki Nickel la tirelire / Tavia l'otarie
- Ian Gomez : Ricardo Racecar
- Jack Conely : Dragon-Bot
- Jaime Pressly : Winnie le tigre
- James Arnold Taylor : Boppy / Teddy Bear
- Janice Kawaye : Kiko la poupée japonaise
- Jason Marsden : Teddy B.
- Jeff Fischer : Lenny le camion de pompiers
- Jeffrey Nicholas Brown : Ben le singe / Bronty le brontosaure / Wildlife Will
- Jennifer Hale : Val le cœur
- Jess Harnell : Buddy le camion / The Dude / Fabulous Fabio / Morton / Wicked King (le Méchant Roi) / Rodriguez Foosball / Bozini the Foosball Goaltender
- Jessie Gold : Rocky le porc-épic
- James Belushi : Glo-Bo
- John Michael Higgins : Star Blazer Zero
- Josh Keaton : Johnny Foosball
- Julianne Buescher : Bella, la ballerine
- Kailey Snider : Logan le camion de glace
- Kaitlyn Robrock : Nanny la chèvre
- Kat Feller : Dixie
- Kath Soucie : Celeste le projecteur / Kiara le kaléidoscope
- Katie Leigh : Tiny Tessie
- Kelly Stables : Joni la ponette
- Kimberly Brooks : Surfer Girl
- Lacey Chabert : Gaby
- Lara Jill Miller : Witch Hazel
- Laraine Newman : Aurora le télescope/ Professor Hootsburgh / Southwest Sal
- Lesley Nicol : Pip
- Leslie Grossman : Nurse Riley
- Lisa Loeb : Millie le micro
- Liza Del Mundo : Leliani la poupée hawaïenne
- Lori Alan : Gloria la gorille
- Lucinda Clare : Queen Amena
- Ludacris : Get-Well Gus
- Maeve Higgins : Gillian la géante
- Mary Faber : Katie la poupée qui chante / Quackson la cane
- Matt Milne : Bernard
- Meghan Strange : Anna la guenon
- Michael Gough : Officer Pete
- Michelle Cambpell Sadie le perroquet
- Mike Vaughn : Super Stuntman Steve
- Mitchell Whitfield : Oooey Gablooey
- Molly Ringwald : Darla la renarde
- Molly Shannon : Rita
- Nigel Harman : Doodle Doo
- Nika Futterman : Rosie the Rescuer
- Nolan Gould puis Brady Tutton : Little Jack
- Patton Oswalt : Count Clarence the Magnificent
- Paula Rhodes : Peaches Pie
- Peter MacNicol : Lil' Egghead
- Rick Wasserman : Tarantu-Lon l'araignée
- Rob Paulsen : Angus le kangourou / Sir Kirby
- Robert Bathurst : Admiral Fiddlesticks
- Rodger Bumpass : Army Al
- Sam Riegel et David Kaufman : The Glider Brothers (Orville et Wilbur)
- Stephen Stanton : Gustave l'alligator
- Steven Blum : Commander Crush / Sydney le kangourou
- Sutton Foster : Frida Fairy
- Taye Diggs : Dress-Up Declan
- Terra Deva : Hannah
- Tiffany Thornton : Xyla
- Tim Dadabo : Norton
- Tom Kenny : Walter le talkie-walkie / Farmer Mack / Creepy Cuddly Charlie Monster
- Ty Burrell puis Tom Cavanagh : Big Jack, le diable à ressort
- Wayne Knight : Viewy Stewie
- Yvette Nicole Brown : le train tricératops

#### Invités
- Jim Cummings : Winnie l'ourson / Tigrou
- Travis Oates : Porcinet
- Peter Cullen : Bourriquet
- Oliver Bell : Jean-Christophe
- Michelle Obama

### Voix françaises
- Delphine Chauvier : Dottie alias « Doc La Peluche »
- Fily Keita : Dottie (voix chantée)
- Béatrice Wegnez : Câline l'agnelle
- Barbara Beretta : Câline (voix chantée)
- Didier Colfs : Toufy le dragon
- Olivier Podesta : Toufy (voix chantée)
- Fabienne Loriaux : Hallie l'infirmière hippopotame
- Magali Bonfils : Hallie (voix chantée)
- Pierre Bodson : Chocotte le bonhomme de neige
- Olivier Constantin : Chocotte (voix chantée)
- David Manet : le Méchant Roi, la Quille
- Jean-Claude Donda : Winnie l'ourson
- Patrick Préjean : Tigrou
- Hervé Rey : Porcinet
- Wahid Lamamra : Bourriquet

Doublage français réalisé par Dubbing Brothers (Belgique : dialogues ; France : chansons) ; adaptation : Véronique Tzéréthéli et Claire Impens ; adaptation des chansons : Virginie Acariès et Patrick Taieb ; direction artistique : Jennifer Baré et Cécile Florin ; direction musicale : Claude Lombard.

## Production

### Développement
Le 5 juin 2012, Disney Junior annonce que la série est renouvelée pour une seconde saison.
Disney Junior annonce le 8 janvier 2014 le renouvellement de la série pour une troisième saison.
Le 14 avril 2015, Disney Junior annonce le renouvellement de la série pour une quatrième saison puis le 6 juillet 2016 une cinquième saison,.

## Épisodes
| Saison                             | Épisodes | États-Unis       | États-Unis        | France          | France           |
| Saison                             | Épisodes | Début            | Fin               | Début           | Fin              |
| ---------------------------------- | -------- | ---------------- | ----------------- | --------------- | ---------------- |
| 1                                  | 26       | 23 mars 2012     | 3 mai 2013        | 29 août 2012    | 19 juin 2013     |
| Les Dossiers du docteur La Peluche | 10       | 15 avril 2013    | 27 septembre 2013 | 15 octobre 2013 | 17 décembre 2013 |
| 2                                  | 37       | 6 septembre 2013 | 12 septembre 2015 | 8 janvier 2014  | 2015             |
| 3                                  | 29       | 2 juillet 2015   | 25 avril 2016     | 2015            | 2016             |
| 4                                  | 28       | 29 juillet 2016  | 2 mars 2018       | 2016            | 2018             |
| 5                                  | 34       | 26 octobre 2018  | 18 avril 2020     | 19 avril 2019   | 16 juillet 2021  |

### Saison 1 (2012-2013)
| №  | #  | Titre français                            | Titre original                   | Diffusion française | Diffusion originale | Code prod. |
| -- | -- | ----------------------------------------- | -------------------------------- | ------------------- | ------------------- | ---------- |
| 1  | 1  | Au bain, sire Kirby !                     | Knight Time                      | 19 septembre 2012   | 23 mars 2012        | 103        |
| 1  | 1  | Gare aux épines !                         | A Bad Case of the Pricklethorns  | 19 septembre 2012   | 23 mars 2012        | 103        |
| 2  | 2  | La Boîte à surprises                      | Out of the Box                   | 12 septembre 2012   | 23 mars 2012        | 102        |
| 2  | 2  | La Panne                                  | Run Down Race Car                | 12 septembre 2012   | 23 mars 2012        | 102        |
| 3  | 3  | Susie est de mauvaise humeur              | Tea Party Tantrum                | 3 octobre 2012      | 26 mars 2012        | 105        |
| 3  | 3  | Décollage immédiat !                      | Blast Off!                       | 3 octobre 2012      | 26 mars 2012        | 105        |
| 4  | 4  | Lenny le camion a des soucis              | Engine Nine, Feelin' Fine!       | 29 août 2012        | 27 mars 2012        | 101        |
| 4  | 4  | Toufy, le grand aventurier                | The Right Stuff                  | 29 août 2012        | 27 mars 2012        | 101        |
| 5  | 5  | Les crocos ont les crocs !                | Gulpy, Gulpy Gators!             | 26 septembre 2012   | 28 mars 2012        | 104        |
| 5  | 5  | Les Décibels de la coccinelle             | One Note Wonder                  | 26 septembre 2012   | 28 mars 2012        | 104        |
| 6  | 6  | Sauvetage de girafe                       | Arcade Escapade                  | 10 octobre 2012     | 29 mars 2012        | 106        |
| 6  | 6  | La Nuit des étoiles                       | Starry, Starry Night             | 10 octobre 2012     | 29 mars 2012        | 106        |
| 7  | 7  | Les Singes câlins                         | Ben/Anna Split                   | 21 novembre 2012    | 30 mars 2012        | 114        |
| 7  | 7  | Hermie perd une patte                     | That's Just Claw-ful             | 21 novembre 2012    | 30 mars 2012        | 114        |
| 8  | 8  | Le Hoquet de Millie                       | A Good Case of the Hiccups       | 7 novembre 2012     | 2 avril 2012        | 109        |
| 8  | 8  | La Pelle de Riggo                         | Stuck Up                         | 7 novembre 2012     | 2 avril 2012        | 109        |
| 9  | 9  | Ronda, hélicoptère de sauvetage           | Rescue Ronda, Ready for Take-off | 17 octobre 2012     | 3 avril 2012        | 107        |
| 9  | 9  | Court-Circuit                             | All Washed Up                    | 17 octobre 2012     | 3 avril 2012        | 107        |
| 10 | 10 | Kiko la reine du karaté                   | The New Girl                     | 5 décembre 2012     | 4 avril 2012        | 118        |
| 10 | 10 | Niles a peur du docteur                   | Wrap it Up                       | 5 décembre 2012     | 4 avril 2012        | 118        |
| 11 | 11 | Ronda ne tourne pas rond                  | Rest Your Rotors, Ronda!         | 28 novembre 2012    | 5 avril 2012        | 116        |
| 11 | 11 | Beau comme un camion !                    | Keep on Truckin'                 | 28 novembre 2012    | 5 avril 2012        | 116        |
| 12 | 12 | Meuh-Meuh a du chagrin                    | Blame it on the Rain             | 14 novembre 2012    | 6 avril 2012        | 113        |
| 12 | 12 | Boumeur manque d’air                      | Busted Boomer                    | 14 novembre 2012    | 6 avril 2012        | 113        |
| 13 | 13 | Le Chevalier noir                         | Dark Knight                      | 9 janvier 2013      | 9 avril 2012        | 121        |
| 13 | 13 | Hallie n'entend plus rien                 | Hallie Gets an Earful            | 9 janvier 2013      | 9 avril 2012        | 121        |
| 14 | 14 | Bella la ballerine                        | Break Dancer                     | 12 décembre 2012    | 11 avril 2012       | 119        |
| 14 | 14 | Bidou Bulles                              | Bubble Monkey                    | 12 décembre 2012    | 11 avril 2012       | 119        |
| 15 | 15 | Camping                                   | Out in the Wild                  | 26 décembre 2012    | 13 avril 2012       | 120        |
| 15 | 15 | Une baleine en devenir                    | A Whale of a Time                | 26 décembre 2012    | 13 avril 2012       | 120        |
| 16 | 16 | Câline se fait recoudre                   | The Rip Heard Round the World    | 19 décembre 2012    | 20 avril 2012       | 115        |
| 16 | 16 | Où est passée Gracie ?                    | Walkie Talkie Time               | 19 décembre 2012    | 20 avril 2012       | 115        |
| 17 | 17 | Les graines s'accrochent                  | Un-bur-able                      | 9 janvier 2013      | 3 mai 2012          | 122        |
| 17 | 17 | Le Sauveur fantastique                    | Righty-on-Lefty                  | 9 janvier 2013      | 3 mai 2012          | 122        |
| 18 | 18 | L'anniversaire de Hallie                  | Hallie's Happy Birthday          | 9 janvier 2013      | 18 mai 2012         | 125        |
| 18 | 18 | Monsieur Croque chez le dentiste          | Shark-Style Toothache            | 9 janvier 2013      | 18 mai 2012         | 125        |
| 19 | 19 | Les Bébés opossums                        | Awesome Possums                  | 9 janvier 2013      | 1er juin 2012       | 126        |
| 19 | 19 | La Complainte du lapin                    | The Bunny Blues                  | 9 janvier 2013      | 1er juin 2012       | 126        |
| 20 | 20 | Mélinda apprend à nager                   | Get Set to Get Wet               | 9 janvier 2013      | 22 juin 2012        | 123        |
| 20 | 20 | Baisse d'un ton, Louis !                  | Loud Louie                       | 9 janvier 2013      | 22 juin 2012        | 123        |
| 21 | 21 | Le Mystère des boutons bleus              | Caught Blue-Handed               | 24 octobre 2012     | 20 juillet 2012     | 108        |
| 21 | 21 | Le Canard qui ne faisait plus couin-couin | To Squeak, or Not to Squeak      | 24 octobre 2012     | 20 juillet 2012     | 108        |
| 22 | 22 | La Fièvre de Doc                          | Doctoring the Doc                | 6 février 2013      | 17 août 2012        | 124        |
| 22 | 22 | Coup de chaud                             | Hot Pursuit                      | 6 février 2013      | 17 août 2012        | 124        |
| 23 | 23 | Doc fête Halloween                        | Boo-Hoo to You!                  | 31 octobre 2012     | 5 octobre 2012      | 112        |
| 23 | 23 | Glo-bo n'est plus phosphorescent !        | It's Glow Time                   | 31 octobre 2012     | 5 octobre 2012      | 112        |
| 24 | 24 | Chocotte tremblote                        | Chilly Gets Chilly               | 2 janvier 2013      | 7 décembre 2012     | 117        |
| 24 | 24 | Le Professeur Lulu Berlue                 | Through the Reading Glasses      | 2 janvier 2013      | 7 décembre 2012     | 117        |
| 25 | 25 | Câline et Valentine                       | My Huggy Valentine               | 13 février 2013     | 1er février 2013    | 111        |
| 25 | 25 | Teddy a des soucis                        | Dusty Bear                       | 13 février 2013     | 1er février 2013    | 111        |
| 26 | 26 | Bronty, le maladroit                      | Bronto Boo-Boos                  | 19 juin 2013        | 3 mai 2013          | 110        |
| 26 | 26 | Bronty a mauvaise haleine                 | Brontosaurus Breath              | 19 juin 2013        | 3 mai 2013          | 110        |

### Saison 2 (2013-2015)
|    | #  | Titre français                              | Titre original                     | Diffusion française | Diffusion originale | Code prod. |
| 27 | 1  | La Clinique mobile du docteur La Peluche    | Doc McStuffins Goes McMobile       | 8 janvier 2014      | 6 septembre 2013    | 201        |
| 27 | 1  | Le Spectacle de jonglage de Mini-Jack       | Chip Off the Ol' Box               | 8 janvier 2014      | 6 septembre 2013    | 201        |
| 28 | 2  | Le Sauveur fantastique a mal au bras        | Awesome Guy's Awesome Arm          | 15 janvier 2014     | 13 septembre 2013   | 202        |
| 28 | 2  | Câline et la Gelée de raisin                | Lamb in a Jam                      | 15 janvier 2014     | 13 septembre 2013   | 202        |
| 29 | 3  | Un diagnostic problématique                 | Diagnosis Not Even Close-Is        | 22 janvier 2014     | 20 septembre 2013   | 203        |
| 29 | 3  | Bronty joue de la batterie                  | Bronty's Twisted Tail              | 22 janvier 2014     | 20 septembre 2013   | 203        |
| 30 | 4  | Une nouvelle aile pour Frida                | Frida Fairy Flies Again            | 29 janvier 2014     | 27 septembre 2013   | 204        |
| 30 | 4  | Histoire de dragons                         | A Tale of Two Dragons              | 29 janvier 2014     | 27 septembre 2013   | 204        |
| 31 | 5  | La Vie en rose                              | Think Pink                         | 5 février 2014      | 3 octobre 2013      | 205        |
| 31 | 5  | Star de babyfoot                            | You Foose, You Lose                | 5 février 2014      | 3 octobre 2013      | 205        |
| 32 | 6  | Leilani, la danseuse hawaïenne              | Leilani's Luau                     | 12 février 2014     | 17 octobre 2013     | 207        |
| 32 | 6  | Les Kangourous karatékas                    | Karate Kangaroos                   | 12 février 2014     | 17 octobre 2013     | 207        |
| 33 | 7  | Sauvetage en hauteur                        | Doc to the Rescue                  | 19 février 2014     | 24 octobre 2013     | 208        |
| 33 | 7  | Steve l'as des cascades                     | Don't Knock the Noggin             | 19 février 2014     | 24 octobre 2013     | 208        |
| 34 | 8  | Les Tenues disco de Daisy Mille-Habits      | Disco Dress Up Daisy               | 26 février 2014     | 8 novembre 2013     | 209        |
| 34 | 8  | Jouets d’extérieur                          | The Glider Brothers                | 26 février 2014     | 8 novembre 2013     | 209        |
| 35 | 9  | Kirby et le Roi                             | Kirby and the King                 | 5 mars 2014         | 15 novembre 2013    | 210        |
| 35 | 9  | Rhume et Bulles                             | Bubble Monkey, Blow Your Nose!     | 5 mars 2014         | 15 novembre 2013    | 210        |
| 36 | 10 | Un professeur plat comme une crêpe !        | Professor Pancake                  | 12 mars 2014        | 22 novembre 2013    | 211        |
| 36 | 10 | Gloria perd le sourire                      | You Crack Me Up                    | 12 mars 2014        | 22 novembre 2013    | 211        |
| 37 | 11 | Doc répare Noël                             | A Very McStuffins Christmas        | 17 décembre 2014    | 1er décembre 2013   | 206        |
| 38 | 12 | Les Jouets de la salle d'attente            | The Doctor Will See You Now        | 19 mars 2014        | 12 décembre 2013    | 212        |
| 38 | 12 | Coquille fait une insolation                | L'il Egghead Feels the Heat        | 19 mars 2014        | 12 décembre 2013    | 212        |
| 39 | 13 | La Grande Soirée pyjama                     | The Big Sleepover                  | 26 mars 2014        | 10 janvier 2014     | 213        |
| 39 | 13 | Les Taches de Rita                          | No Sweetah Cheetah                 | 26 mars 2014        | 10 janvier 2014     | 213        |
| 40 | 14 | Hallie est une vedette                      | Big Head Hallie                    | 2 avril 2014        | 31 janvier 2014     | 214        |
| 40 | 14 | Une odeur de chien mouillé                  | Peaches Pie, Take a Bath!          | 2 avril 2014        | 31 janvier 2014     | 214        |
| 41 | 15 | Céleste et les Planètes                     | Celestial Celeste                  | 23 avril 2014       | 14 février 2014     | 216        |
| 41 | 15 | Cours, Doc, cours !                         | Run Doc Run!                       | 23 avril 2014       | 14 février 2014     | 216        |
| 42 | 16 | Frida fait des nœuds                        | A Fairy Big Knot                   | 14 mai 2014         | 4 avril 2014        | 222        |
| 42 | 16 | Rosie, la secouriste                        | Rosie the Rescuer                  | 14 mai 2014         | 4 avril 2014        | 222        |
| 43 | 17 | Rencontre avec Will l'explorateur           | Crikey! It's Wildlife Will!        | 30 avril 2014       | 8 avril 2014        | 218        |
| 43 | 17 | L'Extraordinaire Sally, la fille de l'Ouest | Rootin' Tootin' Southwest Sal      | 30 avril 2014       | 8 avril 2014        | 218        |
| 44 | 18 | À la clinique de Maman                      | Take Your Doc To Work Day          |                     | 24 avril 2014       | 225        |
| 44 | 18 | La Moto-fusée de Star Blazer Zéro           | Blazer's Bike                      |                     | 24 avril 2014       | 225        |
| 45 | 19 | Le Gros Orage                               | The Big Storm                      | 21 mai 2014         | 16 mai 2014         | 221        |
| 45 | 19 | La Pieuvre arroseuse                        | Spritzy Mitzi                      | 21 mai 2014         | 16 mai 2014         | 221        |
| 46 | 20 | Le Jouet préféré de Papa                    | Dad's Favorite Toy                 | 11 février 2015     | 13 juin 2014        | 219        |
| 46 | 20 | Deux bonshommes de neige                    | Chilly and the Dude                | 11 février 2015     | 13 juin 2014        | 219        |
| 47 | 21 | Sam, le serpent et son jet d'eau            | Serpent Sam Makes a Splash         | 10 septembre 2014   | 21 juin 2014        | 217        |
| 47 | 21 | Sire Kirby et la Princesse                  | Sir Kirby and the Plucky Princess  | 10 septembre 2014   | 21 juin 2014        | 217        |
| 48 | 22 | Le Méchant Roi et la Vilaine Reine          | The Wicked King and the Mean Queen | 24 septembre 2014   | 25 juillet 2014     | 224        |
| 48 | 22 | Premiers Pas                                | Take a Stroll!                     | 24 septembre 2014   | 25 juillet 2014     | 224        |
| 49 | 23 | Souplo Gluo a une fuite                     | Oooey Gablooey Springs a Leak      | 17 septembre 2014   | 22 août 2014        | 220        |
| 49 | 23 | Un roi dans l'estomac                       | There's a King in Your Tummy!      | 17 septembre 2014   | 22 août 2014        | 220        |
| 50 | 24 | Une journée bien chargée                    | Doc's Busy Day                     |                     | 26 septembre 2014   | 227        |
| 50 | 24 | Hors-la-loi                                 | Wrong Side of the Law              |                     | 26 septembre 2014   | 227        |
| 51 | 25 | Miroir, mon beau miroir                     | Mirror, Mirror on My Penguin       | 8 octobre 2014      | 3 octobre 2014      | 223        |
| 51 | 25 | Cache-peur !                                | Hide and Eek!                      | 8 octobre 2014      | 3 octobre 2014      | 223        |
| 52 | 26 | L'École de médecine du docteur La Peluche   | McStuffins School of Medicine      |                     | 13 octobre 2014     | 229        |
| 52 | 26 | Les Grands Spécialistes de la haute voltige | The Super Amazing Ultra Hoppers    |                     | 13 octobre 2014     | 229        |
| 53 | 27 | Voyage dans le temps                        | Let the Nightingale Sing           |                     | 2 novembre 2014     | 232        |
| 54 | 28 | La Soirée pyjama de Hazel                   | Hazel Has a Sleepover              |                     | 7 novembre 2014     | 226        |
| 54 | 28 | Mon petit-déjeuner avec Bronty              | My Breakfast with Bronty           |                     | 7 novembre 2014     | 226        |
| 55 | 29 | Al, le soldat                               | Training Army Al                   | 19 novembre 2014    | 11 novembre 2014    | 215        |
| 55 | 29 | Spoing Boing fait le grand saut             | Sproingo Boingo Takes the Leap     | 19 novembre 2014    | 11 novembre 2014    | 215        |
| 56 | 30 | Crise de timidité                           | Shell Shy                          |                     | 21 novembre 2014    | 228        |
| 56 | 30 | Non aux chatouilles                         | Commander No                       |                     | 21 novembre 2014    | 228        |
| 57 | 31 | Une chauve-souris grincheuse et fragile     | The Flimsy Grumpy Bat              |                     | 5 décembre 2014     | 230        |
| 57 | 31 | Ruby et son groupe de rock                  | Rockstar Ruby and the Toys         |                     | 5 décembre 2014     | 230        |
| 58 | 32 | Une journée sans câlins                     | A Day Without Cuddles!             |                     | 13 février 2015     | 233        |
| 58 | 32 | Kiara, le kaléidoscope                      | Collide-o-scope                    |                     | 13 février 2015     | 233        |
| 59 | 33 | Leçon de conduite                           | Crash Course                       |                     | 13 mars 2015        | 231        |
| 59 | 33 | Les Bottes de Luna                          | Luna on the Moon-a                 |                     | 13 mars 2015        | 231        |
| 60 | 34 | Le Méli-mélo de Visio-Diapo                 | Fully in Focus                     |                     | 13 mars 2015        | 235        |
| 60 | 34 | Nikki la tirelire                           | Picky Nikki                        |                     | 13 mars 2015        | 235        |
| 61 | 35 | Une histoire à couper le souffle            | Getting to the Heart of Things     |                     | 13 mars 2015        | 234        |
| 61 | 35 | Le Coup de soleil de Bronty                 | Toy in the Sun                     |                     | 13 mars 2015        | 234        |
| 62 | 36 | Trois petites chèvres                       | Three Goats A' Cuddlin'            |                     | 21 août 2015        | 237        |
| 62 | 36 | Le Ballet de Câline                         | Swimmer's Belly                    |                     | 21 août 2015        | 237        |
| 63 | 37 | Vito Vachercher                             | Fetchin' Findo                     |                     | 14 août 2015        | 236        |
| 63 | 37 | Les Jumeaux Jolis-bonds                     | Twin Tweaks                        | 12 septembre 2015   |                     | 236        |

### Saison 3 (2015-2016)
| №  | #  | Titre français                                 | Titre original                    | Diffusion française | Diffusion originale | Code prod. |
| -- | -- | ---------------------------------------------- | --------------------------------- | ------------------- | ------------------- | ---------- |
| 64 | 1  | Le Ventre de Teddy la peluche fait des siennes | A Big Pain in Teddy's Tummy       |                     |                     |            |
| 64 | 1  | Jeu dangereux                                  | Slip N' Slide                     |                     |                     |            |
| 65 | 2  | Une aviatrice exceptionnelle                   | Itty Bitty Bess Takes Flight      |                     |                     |            |
| 65 | 2  | La Danseuse de Flamenco                        | Boxed In                          |                     |                     |            |
| 66 | 3  | L'Émission de cuisine                          | Top Lamb                          |                     |                     |            |
| 66 | 3  | Pour l'amour des crêpes                        | Molly Molly Mouthful              |                     |                     |            |
| 67 | 4  | Un rêve monstrueux                             | Doc's Dream Team                  |                     |                     |            |
| 67 | 4  | Le Nouveau Chocotte                            | Filling Chilly                    |                     |                     |            |
| 68 | 5  | Le Nouvel Ami de Toufy                         | A Dragon's Best Friend            |                     |                     |            |
| 69 | 6  | Emmène ton animal chez le vétérinaire          | Take Your Pet to the Vet          |                     |                     |            |
| 69 | 6  | Qui sera le meilleur commandant                | Master and Commander              |                     |                     |            |
| 70 | 7  | Un animal de compagnie                         | Stuffy & Squibbles                |                     |                     |            |
| 70 | 7  | La Reine et ses sujets                         | Queen of Thrones                  |                     |                     |            |
| 71 | 8  | Des câlins pour Hallie                         | Huggable Hallie                   |                     |                     |            |
| 71 | 8  | Paulo le farceur                               | Pop-Up Paul                       |                     |                     |            |
| 72 | 9  | L'Infirmerie                                   | Nurse's Office                    |                     |                     |            |
| 72 | 9  | L'Invasion des paillettes                      | A Case of the Glitters            |                     |                     |            |
| 73 | 10 | Docteur la Peluche à la Maison-Blanche         | Doc McStuffins Goes to Washington |                     |                     |            |
| 73 | 10 | Winnie est essoufflée                          | Winded Winnie                     |                     |                     |            |
| 74 | 11 | Joyeux Halloween, Hallie !                     | Hallie Halloween                  |                     |                     |            |
| 74 | 11 | Crocodile en péril                             | Don't Fence Me In                 |                     |                     |            |
| 75 | 12 | Dimitri le magnifique                          | Demitri the Dazzling              |                     |                     |            |
| 75 | 12 | Un nouvel animal dans la famille               | Smitten With a Kitten             |                     |                     |            |
| 76 | 13 | À la recherche de Gribulle                     | The Search for Squibbles          |                     |                     |            |
| 76 | 13 | Les Lémuriens                                  | Factory Fabulous                  |                     |                     |            |
| 77 | 14 | Le Portrait                                    | Lambie Gets the Linties           |                     |                     |            |
| 77 | 14 | Tutu pour Meuh Meuh                            | Moo-Moo's Tutu Boo Boo            |                     |                     |            |
| 78 | 15 | Un infirmier à la mode                         | The New Nurse                     |                     |                     |            |
| 78 | 15 | Courage Chocotte                               | Chilly's Loose Button             |                     |                     |            |
| 79 | 16 | Didi, le perroquet                             | Say It Again, Sadie               |                     |                     |            |
| 79 | 16 | Le Pouvoir de l'imagination                    | Mind Over Matter                  |                     |                     |            |
| 80 | 17 | Souplo Gluo dans la neige                      | Snowy Gablooey                    |                     |                     |            |
| 80 | 17 | Le Match de hockey sur glace                   | Goal!                             |                     |                     |            |
| 81 | 18 | Les Frères de l'univers                        | Space Buddies Forever!            |                     |                     |            |
| 81 | 18 | Ma fidèle exploratrice                         | Liv Long and Pawsper              |                     |                     |            |
| 82 | 19 | La Coupe la Peluche                            | Kirby's Derby                     |                     |                     |            |
| 82 | 19 | Le Camion chatouilleux                         | Ticklish Truck                    |                     |                     |            |
| 83 | 20 | Décollage vers l'inconnu                       | Blast Off to the Unknown!         |                     |                     |            |
| 83 | 20 | Entrez dans la danse                           | Bust a Move                       |                     |                     |            |
| 84 | 21 | Bébé La Peluche                                | Baby McStuffins                   |                     |                     |            |
| 84 | 21 | Chocotte fait un don                           | Selfless Snowman                  |                     |                     |            |
| 85 | 22 | La Saint Patrick                               | St. Patrick's Day Dilemma         |                     |                     |            |
| 85 | 22 | Une amie de taille                             | A Giant Save                      |                     |                     |            |
| 86 | 23 | La Fugue des délaissés                         | Runaway Love                      |                     |                     |            |
| 86 | 23 | Tous à bicyclette                              | Tour De McStuffins                |                     |                     |            |
| 87 | 24 | La Mission de Lulu                             | Hooty's Duty                      |                     |                     |            |
| 87 | 24 | Un remède royal                                | A Cure For a King                 |                     |                     |            |
| 88 | 25 | L'Arrivée du bébé                              | Bringing Home Baby                |                     |                     |            |
| 89 | 26 | Un prénom pour le bébé                         | Baby Names                        |                     |                     |            |
| 89 | 26 | Bonne nuit, Lala                               | Night Night, Lala                 |                     |                     |            |
| 90 | 27 | Daisy fait du ski nautique                     | The Lady in the Lake              |                     |                     |            |
| 90 | 27 | L'Examen de karaté                             | Black Belt Kangaroos              |                     |                     |            |
| 91 | 28 | Juliette la ponette                            | Joni the pony                     |                     |                     |            |
| 91 | 28 | Une nuit agitée                                | Sleepless in Stuffyland           |                     |                     |            |
| 92 | 29 | Le Dragon égratigné                            | The Scrapiest Dragon              |                     |                     |            |
| 92 | 29 | Des jeux fantastiques                          | Going for Broke                   |                     |                     |            |

### Saison 4:Toy Hospital(2017-2018)
| №                           | #  | Titre français                                 | Titre original                     | Diffusion française | Diffusion originale | Code prod. |
| --------------------------- | -- | ---------------------------------------------- | ---------------------------------- | ------------------- | ------------------- | ---------- |
| 93                          | 1  | Bienvenue à Pelucheville, 1re partie           | Welcome to McStuffinsville (1)     |                     |                     |            |
| 94                          | 2  | Bienvenue à Pelucheville, 2e partie            | Welcome to McStuffinsville (2)     |                     |                     |            |
| 95                          | 3  | Première journée à l'École de médecine         | First Day of Med School            |                     |                     |            |
| 95                          | 3  | Une blouse pour Toufy                          | Stuffy Gets His Scrubs             |                     |                     |            |
| 96                          | 4  | Nuit de garde                                  | Night Shift                        |                     |                     |            |
| 96                          | 4  | Les Rendez-vous de Chocotte                    | Check-Up Chilly                    |                     |                     |            |
| 97                          | 5  | Une pouponnière en couleurs                    | Project Nursery Makeover           |                     |                     |            |
| 97                          | 5  | Une ambulance pour Toufy                       | Stuffy's Ambulance Ride            |                     |                     |            |
| 98                          | 6  | Une infirmière hors pair                       | Made to Be a Nurse                 |                     |                     |            |
| 98                          | 6  | Sauvetage au ranch                             | Rescue at the Ranch                |                     |                     |            |
| 99                          | 7  | Le Premier Bain de Sissi                       | CeCe's First Bath                  |                     |                     |            |
| 99                          | 7  | Un patient impatient                           | The Most Impatient Patient         |                     |                     |            |
| 100                         | 8  | À secouer avec précaution                      | Chilly's Snow Globe Shakeup        |                     |                     |            |
| 100                         | 8  | Hallie perd sa voix                            | Hoarse Hallie                      |                     |                     |            |
| 101                         | 9  | Le Diagnostic                                  | A Lesson in Diagnosis              |                     |                     |            |
| 101                         | 9  | La Première de Katie Karaoké                   | Karaoke Katie's Opening Night      |                     |                     |            |
| 102                         | 10 | Rosine passe la nuit aux urgences              | Nikki's Night in the E.R           |                     |                     |            |
| 102                         | 10 | Partenaires royaux                             | Royal Buddies                      |                     |                     |            |
| 103                         | 11 | Un anniversaire rebondissant                   | Bouncy House Boo Boos              |                     |                     |            |
| 103                         | 11 | Un animal à l'hôpital                          | The Best Therapy Pet Yet           |                     |                     |            |
| 104                         | 12 | Le Discours du maire                           | The Mayor's Speech                 |                     |                     |            |
| 104                         | 12 | Le Monstre du lac                              | The Lake Monster                   |                     |                     |            |
| 105                         | 13 | Impatient et imprudent                         | Chuck Learns to Look!              |                     |                     |            |
| 105                         | 13 | Un anniversaire à sauver                       | Birthday Party Emergency           |                     |                     |            |
| 106                         | 14 | Bon rétablissement, Gus !                      | Get-Well Gus Gets Well             |                     |                     |            |
| 106                         | 14 | Le Train des tricératops                       | Triceratops Trouble                |                     |                     |            |
| 107                         | 15 | Un voyage au pays de Winnie !                  | Into the Hundred Acre Wood         |                     |                     |            |
| 108                         | 16 | Panique à la pouponnière                       | Lambie and the McStuffins Babies   |                     |                     |            |
|                             | 17 | Camille roule sa bosse                         | Camille Gets Over the Hump         |                     |                     |            |
| Monica a mal aux moustaches | 17 | Willow's Wonky Whiskers                        |                                    |                     |                     |            |
|                             | 18 | Taupe cherche guide désespérément              | Mole Money, Mole Problems          |                     |                     |            |
| Le Spectacle de Céleste     | 18 | Yip, Yip, Boom!                                |                                    |                     |                     |            |
|                             | 19 | Câline et Toufy échangent leurs postes         | Lambie Stuffy Switcharoo           |                     |                     |            |
| Une nuit mouvementée        | 19 | The Sleepwalking King                          |                                    |                     |                     |            |
|                             | 20 | L'Équipe d'Intervention en renfort, 1re partie | First Responders to the Rescue (1) |                     |                     |            |
|                             | 21 | L'Équipe d'Intervention en renfort, 2e partie  | First Responders to the Rescue (2) |                     |                     |            |
|                             | 22 | L'Animal sauvage de Toufy                      | Stuffy's Wild Pet                  |                     |                     |            |
| Le Marathon de danse        | 22 | On Call Ball                                   |                                    |                     |                     |            |
|                             | 23 | Daisy appelle les urgences                     | Daisy Makes the Call               |                     |                     |            |
| La Visite d'un ami          | 23 | Visiting Hours                                 |                                    |                     |                     |            |
|                             | 24 | La sirène va droit au but                      | Mermaid in the Midfield            |                     |                     |            |
| Hula-la                     | 24 | Whole Lotta Hula                               |                                    |                     |                     |            |
|                             | 25 | L'Aventure du comte Clarence                   | Count Clarence's Daytime Adventure |                     |                     |            |
| Elfette est pleine de colle | 25 | Dixie Gets Glued                               |                                    |                     |                     |            |
|                             | 26 | Sur les chapeaux de roues                      | On a Roll                          |                     |                     |            |
| Picpic se perd              | 26 | Home Is Where the Fruit Is                     |                                    |                     |                     |            |
|                             | 27 | Hannah la courageuse                           | Hannah the Brave                   |                     |                     |            |
| Waddly à la parade          | 27 | Waddly's Huggy Overload                        |                                    |                     |                     |            |
|                             | 28 | Les Mesures d'urgence                          | The Emergency Plan                 |                     |                     |            |
| Drôle de médecin            | 28 | What a Quack                                   |                                    |                     |                     |            |

### Saison 5:Pet Ressue(2018-2020)
| №       | #     | Titre français                                          | Titre original                       | Diffusion française | Diffusion originale | Code prod. |
| ------- | ----- | ------------------------------------------------------- | ------------------------------------ | ------------------- | ------------------- | ---------- |
| 121     | 1     | L'Équipe de secours pour animaux                        | The Pet Rescue Team                  | 19 avril 2019       | 26 octobre 2018     | 501        |
| 122     | 2     | À chacun son animal                                     | A Pet for Everyone                   | 20 avril 2019       | 23 novembre 2018    | 502        |
| 123     | 3     | Titre en français inconnu                               | The Doc McStuffins Christmas Special | en cours            | 2 décembre 2018     | 503        |
| 124     | 4     | Des jouets dans l’espace                                | Toys in Space                        | 21 avril 2019       | 4 janvier 2019      | 504        |
| 125     | 5     | Bébé La Peluche : A la recherche de Sissy               | Adventures in Baby Land              | 9 juillet 2021      | 1er mars 2019       | 505        |
| 126     | 6     | Le grand Safari : La quête de Toufy                     | Stuffy's Safari                      | 5 juillet 2021      | 22 juin 2019        | 506        |
| 127     | 7     | Bébé La Peluche : Chocotte s'emmêle les pinceaux        | Jungle Jumble                        | 12 juillet 2021     | 3 novembre 2019     | 507        |
| 128     | 8     | Doc et ses amis vont dans l'Arctique des Jouets !       | Arctic Exposure                      | 7 juillet 2021      | 30 novembre 2019    | 508        |
| 129     | 9     | Bébé La Peluche : Une amitié de taille                  | Jumbo Mumbo                          | 13 juillet 2021     | 4 janvier 2020      | 509        |
| 130     | 10    | L'Hôpital des jouets : Hallie sous les feux de la rampe | The Hallie Trap                      | 16 juillet 2021     | 27 janvier 2020     | 510        |
| 131     | 11    | L'hôpital des jouets : Le pays des jouets perdus        | Lost and Found                       | 15 juillet 2021     | 8 février 2020      | 511        |
| 132-133 | 12    | Le grand Safari : Câline et le Joyau de la jungle       | Bedazzled!                           | 6 juillet 2021      | 24 février 2020     | 512        |
| 134-135 | 14-15 | Secours en Arctique : L'Arctique des jouets en danger   | The Great McStuffins Meltdown        | 8 juillet 2021      | 7 mars 2020         | 513        |
| 136     | 16    | Un monde sans Doc                                       | It's a Hard Doc Life!                | 14 juillet 2021     | 18 avril 2020       | 514        |

### Les Dossiers du docteur La Peluche(2013)
| #  | Titre français                      | Titre original       | Diffusion française | Diffusion originale |
| -- | ----------------------------------- | -------------------- | ------------------- | ------------------- |
| 1  | Les Problèmes de vue d'Aurore       | Blurry Night         | 17 décembre 2013    | 15 avril 2013       |
| 2  | Ronda est en panne                  | Run Down Rotors      | 10 décembre 2013    | 27 septembre 2013   |
| 3  | Toufy perd l'équilibre              | Sticky Slippies      | 27 novembre 2013    | 13 septembre 2013   |
| 4  | Câline se fait examiner             | The Lamb's Exam      | 20 novembre 2013    | 6 septembre 2013    |
| 5  | Le Bain de Bella                    | Bella's Bath         | 15 octobre 2013     | 22 juillet 2013     |
| 6  | Bobby s'est fait bobo               | Boppy's Boo Boo      | 23 octobre 2013     | 23 juillet 2013     |
| 7  | La Chocotte nocturne                | Chilly McWillies     | 31 octobre 2013     | 24 juillet 2013     |
| 8  | Hallie a besoin de soins            | Hippo's Rip          | 6 novembre 2013     | 25 juillet 2013     |
| 9  | Gustave a du mal à digérer          | Gustov's Gulp        | 12 novembre 2013    | 26 juillet 2013     |
| 10 | Monsieur Croque retrouve le sourire | Mr. Chomp's Chompers | 3 décembre 2013     | 20 septembre 2013   |

## Distinctions
La série a reçu trois meilleure émission pour la jeunesse en 2015 et meilleur doublage en 2013 et 2015 pour Loretta Devine.
Elle a également reçu deux Young Artist Awards du meilleur doublage, pour Caitlin Carmichael en 2013 et Jaden Betts en 2014.

### Récompenses
- NAACP Image Awards 2013 : Meilleure interprétation dans un programme pour enfants pour Loretta Devine
- Young Artist Awards 2013 : Meilleur doublage de télévision pour Caitlin Carmichael

- Young Artist Awards 2014 : Meilleur doublage de télévision pour Jaden Betts

- NAACP Image Awards 2015 :
  - Meilleur programme pour enfants
  - Meilleur doublage pour Loretta Devine
- Peabody Awards 2015 : Peabody Award

- NAACP Image Awards 2016 :
  - Meilleur programme pour enfants
  - Meilleur doublage pour Loretta Devine

- Kidscreen Awards 2017 : Meilleure série d'animation preschool

- NAACP Image Awards 2018 : Meilleur programme pour enfants

- NAACP Image Awards 2021 :
  - Meilleur doublage de télévision pour Laya DeLeon Hayes
  - Meilleure série d'animation

## Produits dérivés

### Jouets
Les produits dérivés de la série ont généré un chiffre d'affaires de 500 millions de dollars en 2013.